# Gerloc
Gerloc (o Geirlaug, 912-969), bautizada en 912 en Ruan como Adela (o Adèle). Hija de Hrolf Ganger, primer duque de Normandía, y de su mujer, Poppa de Bayeux. En 935, contrajo matrimonio con Guillermo III de Aquitania, conde de Poitiers. Algunas fuentes citan el fallecimiento de Gerloc el 14 de octubre de 962, otras fuentes en 969.
Tuvo dos hijos:
- Guillermo IV de Aquitania.
- Adelaida de Aquitania, esposa de Hugo Capeto.

A falta de una fuente fiable en las crónicas contemporáneas sobre la nacionalidad de Hrolf Ganger, pues los cronistas de anales no distinguían a los escandinavos y todos eran considerados daneses (a excepción de las sagas nórdicas que afirman que era hijo de Rognvald el Sabio), algunos historiadores se inclinan también por su origen noruego justificando que el nombre de su hija Geirlaug era propio y popular de Noruega.